# Kim Jin-gyu (futbolista nacido en 1997)
Kim Jin-gyu (en coreano: 김진규; Pohang, Gyeongsang del Norte,  24 de febrero de 1997) es un futbolista surcoreano que juega en la demarcación de centrocampista para el Jeonbuk Hyundai Motors de la K League 1.

## Selección nacional
Tras jugar con la selección de fútbol sub-20 de Corea del Sur y la sub-23, finalmente el 20 de noviembre de 2022 hizo su debut con la selección absoluta en un encuentro contra Islandia que finalizó con un resultado de 1-5 a favor del combinado surcoreano tras el gol de Sveinn Aron Guðjohnsen para Islandia, y del propio Kim Jin-gyu, Paik Seung-ho, Cho Gue-sung, Kwon Chang-hoon y Eom Ji-sung para Corea del Sur.

### Goles internacionales
| # | Fecha               | Lugar                                          | Oponente | Gol | Resultado | Competición                                |
| - | ------------------- | ---------------------------------------------- | -------- | --- | --------- | ------------------------------------------ |
| 1 | 15 de enero de 2022 | Complejo Deportivo de Mardan, Antalya, Turquía | Islandia | 4–1 | 5–1       | Amistoso                                   |
| 2 | 21 de enero de 2022 | Complejo Deportivo de Mardan, Antalya, Turquía | Moldavia | 1–0 | 4–0       | Amistoso                                   |
| 3 | 5 June 2025         | Estadio Internacional de Basora, Basora, Irak  | Irak     | 1–0 | 2–0       | Clasificación para la Copa Mundial de 2026 |

## Clubes
| Club                        | País          | Año       | Partidos | Goles |
| --------------------------- | ------------- | --------- | -------- | ----- |
| Busan IPark                 | Corea del Sur | 2015-2022 | 144      | 21    |
| Jeonbuk Hyundai Motors      | Corea del Sur | 2022-2023 | 40       | 4     |
| Gimcheon Sangmu FC (cedido) | Corea del Sur | 2023-2024 | 47       | 6     |
| Jeonbuk Hyundai Motors      | Corea del Sur | 2024-     | 40       | 6     |

## Palmarés

### Títulos nacionales
| Título                | Club                   | País          | Año  |
| --------------------- | ---------------------- | ------------- | ---- |
| Copa de Corea del Sur | Jeonbuk Hyundai Motors | Corea del Sur | 2022 |

### Títulos internacionales
| Título                      | Equipo (*)           | Sede      | Año  |
| --------------------------- | -------------------- | --------- | ---- |
| Campeonato Sub-23 de la AFC | Corea del Sur sub-23 | Tailandia | 2020 |

(*) Incluyendo la selección